# Чемпионат России по тяжёлой атлетике 2021
Чемпионат России по тяжёлой атлетике 2021 года прошёл 2-8 июня в Ханты-Мансийске. В соревнованиях приняли участие 206 спортсменов, представлявших 38 регионов страны.

## Медалисты

### Мужчины
| Дисциплины   | Золото                                | Золото   | Серебро                                 | Серебро  | Бронза                                  | Бронза   |
| до 55 кг     | до 55 кг                              | до 55 кг | до 55 кг                                | до 55 кг | до 55 кг                                | до 55 кг |
| ------------ | ------------------------------------- | -------- | --------------------------------------- | -------- | --------------------------------------- | -------- |
| Рывок        | Кирилл Рябых (Санкт-Петербург)        | 101 кг   | Гор Унанян (Краснодарский край)         | 100 кг   | Исмаил Гаджибеков (Дагестан)            | 100 кг   |
| Толчок       | Исмаил Гаджибеков (Дагестан)          | 130 кг   | Кирилл Рябых (Санкт-Петербург)          | 122 кг   | Андрей Кучеров (Новосибирская область)  | 121 кг   |
| Сумма        | Исмаил Гаджибеков (Дагестан)          | 230 кг   | Кирилл Рябых (Санкт-Петербург)          | 223 кг   | Гор Унанян (Краснодарский край)         | 214 кг   |
| до 61 кг     |                                       |          |                                         |          |                                         |          |
| Рывок        | Элкан Гвазава (Татарстан)             | 121 кг   | Олег Мусохранов (Кемеровская область)   | 121 кг   | Айнди Джабиров (Чечня)                  | 117 кг   |
| Толчок       | Олег Мусохранов (Кемеровская область) | 148 кг   | Айнди Джабиров (Чечня)                  | 140 кг   | Рамиль Джафаров (Санкт-Петербург)       | 139 кг   |
| Сумма        | Олег Мусохранов (Кемеровская область) | 269 кг   | Айнди Джабиров (Чечня)                  | 257 кг   | Рамиль Джафаров (Санкт-Петербург)       | 253 кг   |
| до 67 кг     |                                       |          |                                         |          |                                         |          |
| Рывок        | Зулфат Гараев (Татарстан)             | 137 кг   | Максим Коноплёв (Новосибирская область) | 129 кг   | Денис Исаков (Кемеровская область)      | 126 кг   |
| Толчок       | Зулфат Гараев (Татарстан)             | 158 кг   | Максим Коноплёв (Новосибирская область) | 152 кг   | Аслан Бзасежев (Адыгея)                 | 151 кг   |
| Сумма        | Зулфат Гараев (Татарстан)             | 295 кг   | Максим Коноплёв (Новосибирская область) | 281 кг   | Аслан Бзасежев (Адыгея)                 | 276 кг   |
| до 73 кг     |                                       |          |                                         |          |                                         |          |
| Рывок        | Сергей Петров (Кемеровская область)   | 151 кг   | Александр Егоров (Москва)               | 141 кг   | Анатолий Сторожев (Татарстан)           | 130 кг   |
| Толчок       | Сергей Петров (Кемеровская область)   | 170 кг   | Анатолий Сторожев (Татарстан)           | 162 кг   | Аслан Каскулов (Москва)                 | 161 кг   |
| Сумма        | Сергей Петров (Кемеровская область)   | 321 кг   | Александр Егоров (Москва)               | 296 кг   | Анатолий Сторожев (Татарстан)           | 292 кг   |
| до 81 кг     |                                       |          |                                         |          |                                         |          |
| Рывок        | Вячеслав Яркин (Краснодарский край)   | 156 кг   | Александр Урвачёв (ЯНАО)                | 155 кг   | Олег Хугаев (Москва)                    | 148 кг   |
| Толчок       | Вячеслав Яркин (Краснодарский край)   | 185 кг   | Олег Хугаев (Москва)                    | 181 кг   | Александр Урвачёв (ЯНАО)                | 180 кг   |
| Сумма        | Вячеслав Яркин (Краснодарский край)   | 341 кг   | Александр Урвачёв (ЯНАО)                | 335 кг   | Олег Хугаев (Москва)                    | 329 кг   |
| до 89 кг     |                                       |          |                                         |          |                                         |          |
| Рывок        | Роман Чепик (Москва)                  | 165 кг   | Фаиль Закиров (Москва)                  | 153 кг   | Алексей Осипов (Брянская область)       | 152 кг   |
| Толчок       | Роман Чепик (Москва)                  | 196 кг   | Артём Окулов (Москва)                   | 191 кг   | Никита Хрулёв (Москва)                  | 190 кг   |
| Сумма        | Роман Чепик (Москва)                  | 361 кг   | Артём Окулов (Москва)                   | 341 кг   | Никита Хрулёв (Москва)                  | 340 кг   |
| до 96 кг     |                                       |          |                                         |          |                                         |          |
| Рывок        | Георгий Купцов (Кемеровская область)  | 165 кг   | Тимур Долбышев (Новосибирская область)  | 164 кг   | Эдуард Чуйков (Москва)                  | 160 кг   |
| Толчок       | Георгий Купцов (Кемеровская область)  | 200 кг   | Давид Библ (Краснодарский край)         | 198 кг   | Эдуард Чуйков (Москва)                  | 198 кг   |
| Сумма        | Георгий Купцов (Кемеровская область)  | 365 кг   | Тимур Долбышев (Новосибирская область)  | 359 кг   | Эдуард Чуйков (Москва)                  | 358 кг   |
| до 102 кг    |                                       |          |                                         |          |                                         |          |
| Рывок        | Магомед Сейтиев (Ингушетия)           | 170 кг   | Сослан Дзагоев (ХМАО)                   | кг       | Владимир Калганов (Санкт-Петербург)     | кг       |
| Толчок       | Фёдор Петров (Москва)                 | 205 кг   | Артур Кабисов (Москва)                  | 205 кг   | Егор Пушмин (Санкт-Петербург)           | 204 кг   |
| Сумма        | Фёдор Петров (Москва)                 | 370 кг   | Артур Кабисов (Москва)                  | 365 кг   | Александр Кибанов (Москва)              | 364 кг   |
| до 109 кг    |                                       |          |                                         |          |                                         |          |
| Рывок        | Тимур Наниев (ХМАО)                   | 175 кг   | Родион Бочков (Адыгея)                  | 171 кг   | Хас-Магомед Балаев (Кабардино-Балкария) | 170 кг   |
| Толчок       | Тимур Наниев (ХМАО)                   | 215 кг   | Хас-Магомед Балаев (Кабардино-Балкария) | 205 кг   | Дмитрий Гогичаев (Москва)               | 205 кг   |
| Сумма        | Тимур Наниев (ХМАО)                   | 390 кг   | Хас-Магомед Балаев (Кабардино-Балкария) | 375 кг   | Дмитрий Гогичаев (Москва)               | 373 кг   |
| свыше 109 кг |                                       |          |                                         |          |                                         |          |
| Рывок        | Алексей Ловчев (Москва)               | 192 кг   | Антоний Савчук (Краснодарский край)     | 186 кг   | Сослан Кокаев (Северная Осетия)         | 184 кг   |
| Толчок       | Алексей Ловчев (Москва)               | 232 кг   | Антоний Савчук (Краснодарский край)     | 220 кг   | Сослан Кокаев (Северная Осетия)         | 211 кг   |
| Сумма        | Алексей Ловчев (Москва)               | 424 кг   | Антоний Савчук (Краснодарский край)     | 406 кг   | Сослан Кокаев (Северная Осетия)         | 395 кг   |

### Женщины
| Дисциплины  | Золото                                   | Золото   | Серебро                                   | Серебро  | Бронза                                    | Бронза   |
| до 45 кг    | до 45 кг                                 | до 45 кг | до 45 кг                                  | до 45 кг | до 45 кг                                  | до 45 кг |
| ----------- | ---------------------------------------- | -------- | ----------------------------------------- | -------- | ----------------------------------------- | -------- |
| Рывок       | Регина Шайдуллина (Татарстан)            | 65 кг    | Александра Фурдик (Московская область)    | 63 кг    | Лада Латушкина (Санкт-Петербург)          | 62 кг    |
| Толчок      | Регина Шайдуллина (Татарстан)            | 83 кг    | Надежда Панова (Москва)                   | 76 кг    | Лада Латушкина (Санкт-Петербург)          | 75 кг    |
| Сумма       | Регина Шайдуллина (Татарстан)            | 148 кг   | Надежда Панова (Москва)                   | 138 кг   | Лада Латушкина (Санкт-Петербург)          | 137 кг   |
| до 49 кг    |                                          |          |                                           |          |                                           |          |
| Рывок       | Кристина Соболь (Санкт-Петербург)        | 81 кг    | Ирина Баймулкина (Чувашия)                | 74 кг    | Ольга Голованова (Нижегородская область)  | 69 кг    |
| Толчок      | Ольга Голованова (Нижегородская область) | 90 кг    | Кристина Соболь (Санкт-Петербург)         | 90 кг    | Ирина Баймулкина (Чувашия)                | 90 кг    |
| Сумма       | Кристина Соболь (Санкт-Петербург)        | 171 кг   | Ирина Баймулкина (Чувашия)                | 164 кг   | Ольга Голованова (Нижегородская область)  | 159 кг   |
| до 55 кг    |                                          |          |                                           |          |                                           |          |
| Рывок       | Светлана Ершова (Воронежская область)    | 85 кг    | Кристина Новицкая (Челябинская область)   | 82 кг    | Ольга Шапиро (Москва)                     | 77 кг    |
| Толчок      | Светлана Ершова (Воронежская область)    | 107 кг   | Кристина Новицкая (Челябинская область)   | 104 кг   | Анастасия Штефан (Кемеровская область)    | 95 кг    |
| Сумма       | Светлана Ершова (Воронежская область)    | 192 кг   | Кристина Новицкая (Челябинская область)   | 186 кг   | Ирина Фурдик (Московская область)         | 169 кг   |
| до 59 кг    |                                          |          |                                           |          |                                           |          |
| Рывок       | Ольга Тё (Москва)                        | 96 кг    | Александра Козлова (Чувашия)              | 91 кг    | Наталья Ильина (Ростовская область)       | 77 кг    |
| Толчок      | Ольга Тё (Москва)                        | 113 кг   | Александра Козлова (Чувашия)              | 111 кг   | Софья Богачёва (Свердловская область)     | 96 кг    |
| Сумма       | Ольга Тё (Москва)                        | 209 кг   | Александра Козлова (Чувашия)              | 202 кг   | Софья Богачёва (Свердловская область)     | 171 кг   |
| до 64 кг    |                                          |          |                                           |          |                                           |          |
| Рывок       | Анастасия Анзорова (Тюменская область)   | 95 кг    | Яна Кондрашова (Московская область)       | 94 кг    | Алла Кайтукова (Северная Осетия)          | 93 кг    |
| Толчок      | Анастасия Анзорова (Тюменская область)   | 118 кг   | Яна Кондрашова (Московская область)       | 114 кг   | Наталия Шайманова (Чувашия)               | 113 кг   |
| Сумма       | Анастасия Анзорова (Тюменская область)   | 213 кг   | Яна Кондрашова (Московская область)       | 208 кг   | Алла Кайтукова (Северная Осетия)          | 201 кг   |
| до 71 кг    |                                          |          |                                           |          |                                           |          |
| Рывок       | Ани Саргсян (Краснодарский край)         | 93 кг    | Екатерина Красулина (Кемеровская область) | 90 кг    | Полина Шабанова (Кемеровская область)     | 90 кг    |
| Толчок      | Ани Саргсян (Краснодарский край)         | 115 кг   | Виктория Достовалова (Москва)             | 115 кг   | Екатерина Красулина (Кемеровская область) | 110 кг   |
| Сумма       | Ани Саргсян (Краснодарский край)         | 208 кг   | Екатерина Красулина (Кемеровская область) | 200 кг   | Виктория Достовалова (Москва)             | 198 кг   |
| до 76 кг    |                                          |          |                                           |          |                                           |          |
| Рывок       | Мария Андреева (Республика Коми)         | 115 кг   | Анастасия Романова (Краснодарский край)   | 112 кг   | Екатерина Визгина (Москва)                | кг       |
| Толчок      | Мария Андреева (Республика Коми)         | 130 кг   | Анастасия Романова (Краснодарский край)   | 129 кг   | Екатерина Визгина (Москва)                | 105 кг   |
| Сумма       | Мария Андреева (Республика Коми)         | 245 кг   | Анастасия Романова (Краснодарский край)   | 241 кг   | Екатерина Визгина (Москва)                | 199 кг   |
| до 81 кг    |                                          |          |                                           |          |                                           |          |
| Рывок       | Татьяна Федичкина (Москва)               | 98 кг    | Екатерина Исакова (Республика Коми)       | 88 кг    | Ксения Алексеева (Москва)                 | 88 кг    |
| Толчок      | Татьяна Федичкина (Москва)               | 120 кг   | Екатерина Исакова (Республика Коми)       | 119 кг   | Ксения Алексеева (Москва)                 | 107 кг   |
| Сумма       | Татьяна Федичкина (Москва)               | 218 кг   | Екатерина Исакова (Республика Коми)       | 207 кг   | Ксения Алексеева (Москва)                 | 195 кг   |
| до 87 кг    |                                          |          |                                           |          |                                           |          |
| Рывок       | Дарья Ахмерова (Татарстан)               | 105 кг   | Дарья Рязанова (Московская область)       | 97 кг    | Александра Паращук (Московская область)   | 87 кг    |
| Толчок      | Дарья Ахмерова (Татарстан)               | 140 кг   | Дарья Рязанова (Московская область)       | 122 кг   | Юлия Иванова (Иркутская область)          | 115 кг   |
| Сумма       | Дарья Ахмерова (Татарстан)               | 245 кг   | Дарья Рязанова (Московская область)       | 219 кг   | Юлия Иванова (Иркутская область)          | 198 кг   |
| свыше 87 кг |                                          |          |                                           |          |                                           |          |
| Рывок       | Таисия Чижикова (Москва)                 | 105 кг   | Виктория Орлова (Москва)                  | 96 кг    | Ксения Пасхина (Челябинская область)      | 93 кг    |
| Толчок      | Таисия Чижикова (Москва)                 | 125 кг   | Виктория Орлова (Москва)                  | 120 кг   | Елена Качаева (Краснодарский край)        | 118 кг   |
| Сумма       | Таисия Чижикова (Москва)                 | 230 кг   | Виктория Орлова (Москва)                  | 216 кг   | Ксения Пасхина (Челябинская область)      | 210 кг   |